# Голосящий КиВиН 2001
«Голося́щий КиВи́Н 2001» — седьмой музыкальный фестиваль команд КВН, проходивший в Юрмале в конце июля 2001 года. Творческая тема фестиваля — «Консерватория КВН».
Фестиваль прошёл в концертном зале «Дзинтари» и состоял из двух игровых дней:
- 27 июля — генеральная репетиция
- 28 июля — гала-концерт с участием жюри. В этот день проходила телевизионная запись игры, определились призёры и победители фестиваля, были вручены награды.

Оба концерта проходили в присутствии зрителей.

## Команды
Участие в фестивале «Голосящий КиВиН 2001» в Юрмале приняли 15 команд КВН. Одиннадцать команд представили полноформатные выступления (то есть, выступления, которые претендуют на награды фестиваля), а четыре — «Кубанские казаки», «Отдел кадров», «Три толстяка» и Сборная Донецка и Владимира — с короткими внеконкурсными выступлениями. После генеральной репетиции из фестивальной программы были исключены команды МГСУ (Москва) и «Огни Баку», причём, если бакинская команда была исключена из-за слабого выступления, то москвичи были наказаны за некорректное поведение. Таким образом, в гала-концерте участвовали тринадцать команд. В телеверсию попали двенадцать команд (за рамками телепередачи осталось выступление «Трёх толстяков»).
| Название                    | Город                  | Страна          | Примечание                                                  |
| --------------------------- | ---------------------- | --------------- | ----------------------------------------------------------- |
| 95-й квартал                | Кривой Рог             | Украина         |                                                             |
| Амигос                      | Рига                   | Латвия          |                                                             |
| Армянский проект            | Ереван                 | Армения         |                                                             |
| БГУ                         | Минск                  | Беларусь        |                                                             |
| Владикавказские спасатели   | Владикавказ            | Россия          |                                                             |
| Горячие финские парни       |                        | Финляндия       |                                                             |
| Кубанские казаки            | Краснодар              | Россия          | Внеконкурсное выступление                                   |
| МАМИ                        | Москва                 | Россия          |                                                             |
| МГСУ                        | Москва                 | Россия          | Не попали в гала-концерт и телеверсию фестиваля             |
| Огни Баку                   | Баку                   | Азербайджан     | Не попали в гала-концерт и телеверсию фестиваля             |
| Отдел кадров                | Норильск               | Россия          | Внеконкурсное выступление                                   |
| Сборная Донецка и Владимира | Донецк/Владимир        | Украина/ Россия | Внеконкурсное выступление                                   |
| Три толстяка                | Хмельницкий            | Украина         | Внеконкурсное выступление. Не попали в телеверсию фестиваля |
| Уездный город               | Челябинск/Магнитогорск | Россия          |                                                             |
| Утомлённые солнцем          | Сочи                   | Россия          |                                                             |

## Жюри
| ФИО              | Примечание                                                               |
| ---------------- | ------------------------------------------------------------------------ |
| Лайма Вайкуле    | Вместе с Игорем Угольниковым вручала приз «КиВиН в золотом»              |
| Игорь Верник     | Вручал приз «КиВиН в тёмном»                                             |
| Марк Дубовский   |                                                                          |
| Антон Комолов    | Вручал «Спецприз»                                                        |
| Игорь Угольников | Вручал «Спецприз». Вместе с Лаймой Вайкуле вручал приз «КиВиН в золотом» |
| Леонид Ярмольник | Вручал приз «КиВиН в светлом»                                            |

## Награды
- «КиВиН в золотом» (за 1 место) — БГУ
- «КиВиН в светлом» (за 2 место) — 95 квартал
- «КиВиН в тёмном» (за 3 место) — Утомлённые солнцем
- Спецприз «Малый КиВиН» (за 4-5 место) — Армянский проект
- Спецприз «Малый КиВиН» (за 4-5 место) — Владикавказские спасатели

## Факты
- На фестивале «Голосящий КиВиН 2001» президент Международного союза КВН А. В. Масляков подписал «Указ Президента Международного союза КВН о запрете плюсовых фонограмм»[3].
- В составе сборной Финляндии «Горячие финские парни» выступали актёры популярного фильма «Особенности национальной охоты» Вилле Хаапасало (финн Райво) и Виктор Бычков (егерь Кузьмич)[4].
- Команда КВН БГУ, завоевав «КиВиНа в золотом», стала третьей командой (после «Махачкалинских бродяг» и «Детей лейтенанта Шмидта»), которым покорились все три самых престижных турнира КВН: Высшая лига, Летний кубок и «Голосящий КиВиН».

## Творческая группа
Фестиваль организован телевизионным творческим объединением АМиК.
- Ведущий — Александр Васильевич Масляков
- Режиссёр — Светлана Маслякова
- Редакторы — Андрей Чивурин, Михаил Марфин